# Rua do Instituto Bacteriológico
A Rua do Instituto Bacteriológico fica situada na freguesia de Arroios, em Lisboa, Portugal. A rua liga o Campo dos Mártires da Pátria e o cimo da Calçada de Santana e a Rua Câmara Pestana.
Com a designação original de "Rua do Convento das Freiras de Santana" (que posteriormente passou a simplesmente "Rua do Convento de Santana"), nesta rua situava-se o Convento de Santana da Ordem dos Frades Menores até à sua extinção em 4 de Maio de 1884, por morte da sua última religiosa. O edifício começou por ser uma ermida, já existente em 1500, datando o Convento propriamente dito de 1571. O arruamento nasceu como meio de acesso a este conjunto religioso.

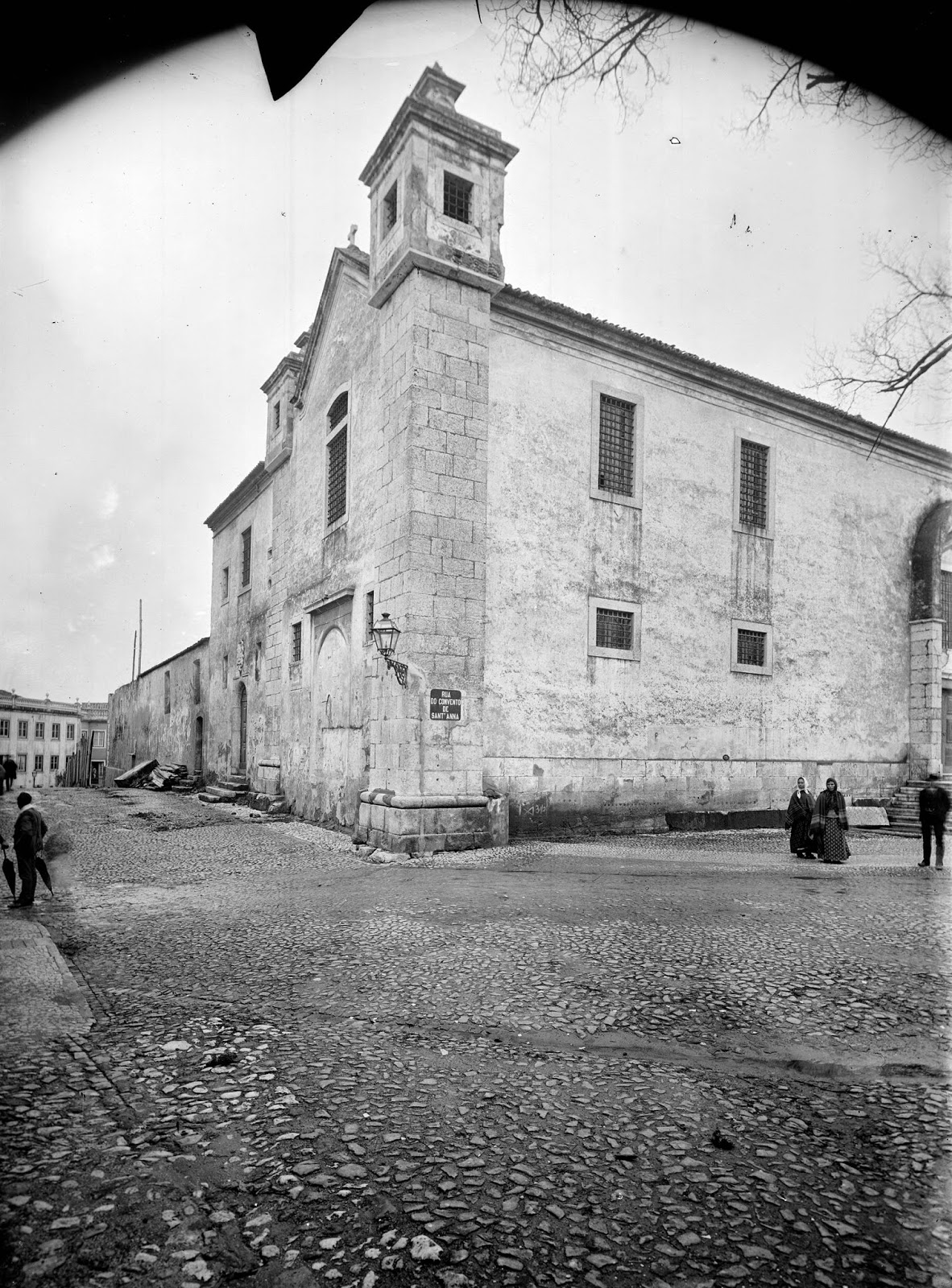
Fotografia do século XIX, da esquina entre a Rua do Convento de Sant'Anna (hoje, Rua do Instituto Bacteriológico) e a Travessa da Portaria das Freiras de Sant'Anna (hoje, Rua Câmara Pestana). O edifício é o Convento de Santana.

Com a extinção do Convento e sua demolição para, em 1899, dar lugar ao edifício que alberga o Instituto Bacteriológico de Câmara Pestana, transferido do Hospital de São José. A Câmara Municipal de Lisboa atribuiu, através de Edital de 13 de Agosto de 1918 (referente a uma deliberação camarária de 18 de Julho de 1918), o actual topónimo de "Rua do Instituto Bacteriológico", em reconhecimento da importância da instituição de investigação biomédica.
Hoje em dia, podemos encontrar na Rua do Instituto Bacteriológico dependências da Faculdade de Ciências Médicas da Universidade Nova de Lisboa, do Hospital de São José, e ainda o Palácio de Sant'Anna.